# 薬剤抵抗性
薬剤抵抗性（やくざいていこうせい）とは、生物の集団に薬剤を使用することにより、抵抗性因子が淘汰により蓄積される現象のこと。薬剤耐性とも呼ばれる。

## 概説
薬剤耐性と薬剤抵抗性は同義であるが、ヒトや動物の感染症の原因になる微生物や、がん細胞の場合には、特に薬剤耐性と呼ばれることが多い。これらについては薬剤耐性の項を参照のこと。
農学の分野では、病害虫が殺虫剤に対する抵抗性を獲得する場合や、除草剤に対する抵抗性を植物が獲得する場合に用いられる。本項目では、この内容について解説する。
病害虫などの場合、薬剤抵抗性は以下の式（抵抗性比）で示される。
抵抗性比＝抵抗性系統の半数致死薬量／感受性系統の半数致死薬量
なお別の概念として、植物の病原菌などに対する「抵抗性」があり、これと区別するために「耐性」という用語も使われる。

## 複合抵抗性
複数の薬剤を同じ生物集団に用いることで、生物が複数の薬剤に対して抵抗性を得ること。

## 交差抵抗性
薬剤Aを使用することで、未使用の薬剤Bにも抵抗性を獲得すること。

## 負の交差抵抗性
薬剤Aの抵抗性を獲得することで、それまで持っていた薬剤Bへの抵抗性を失うこと。